# Korba (délégation)
Korba est une délégation tunisienne dépendant du gouvernorat de Nabeul.
| Hommes | Classe d’âge | Femmes |
| ------ | ------------ | ------ |
| 1 268  | 75 ou +      | 1 680  |
| 5 013  | 60-74 ans    | 4 812  |
| 7 438  | 45-59 ans    | 7 390  |
| 7 182  | 30-44 ans    | 7 551  |
| 7 754  | 15-29 ans    | 7 486  |
| 8 573  | 0-14 ans     | 7 916  |